# ويليام جيمس دوفي
ويليام جيمس دوفي هو سياسي كندي، ولد في 21 نوفمبر 1888 بدورهام سود في كندا، وتوفي في 18 يناير 1946 بلينغويك في كندا. حزبياً، نشط في حزب كيبيك الليبرالي. وقد انتخب عضو الجمعية الوطنية في كيبك ‏.